# Oecetis ochracea
Oecetis ochracea là một loài Trichoptera trong họ Leptoceridae. Loài này được tìm thấy ở vùng sinh thái Palearctic và Nearctic.

## Hình ảnh

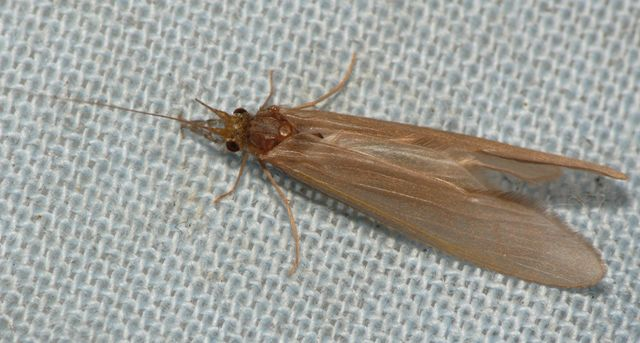
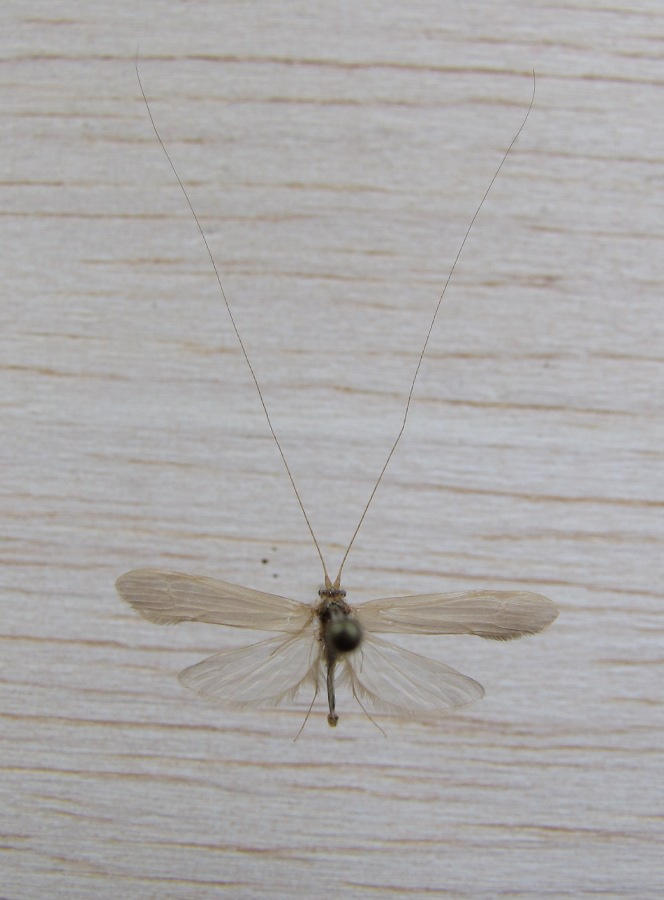